# سرخساوية
سرخساوية (الاسم العلمي: Polypodieae) هي قبيلة من السراخس تتبع فصيلة السرخسية من رتبة السرخسيات.

## أجناس
تضم 798 نوعاً مقسمة على 12 جنساً مختلفاً:
- سرخس (الاسم العلمي: Polypodium)
- (الاسم العلمي: Dicranoglossum)
- (الاسم العلمي: Neurodium)
- (الاسم العلمي: Niphidium)
- (الاسم العلمي: Pecluma)
- (الاسم العلمي: Campyloneurum)
- (الاسم العلمي: Goniophlebium)
- (الاسم العلمي: Microgramma)
- (الاسم العلمي: Pleopeltis)
- (الاسم العلمي: Serpocaulon)
- (الاسم العلمي: Synammia)
- (الاسم العلمي: Thylacopteris)